# Taluyers
Taluyers – miejscowość i gmina we Francji, w regionie Owernia-Rodan-Alpy, w departamencie Rodan.
Według danych na rok 1990 gminę zamieszkiwało 1511 osób, a gęstość zaludnienia wynosiła 187 osób/km² (wśród 2880 gmin regionu Rodan-Alpy Taluyers plasuje się na 567. miejscu pod względem liczby ludności, natomiast pod względem powierzchni na miejscu 1273.).